# Церковь Святой Троицы (Банско)
Церковь Святой Троицы — храм Неврокопской епархии Болгарской православной церкви, расположенный в болгарском городе Банско.
Эта церковь является символом Болгарского Возрождения и новой истории Болгарии, потому что 5 октября 1912 года в притворе церкви перед толпой, собравшейся во время Балканской войны, воевода Пейо Яворов произнес священные слова: «Братья, бросьте фески! С сегодняшнего дня вы — свободные болгары». 

## История
Разрешение на строительство церкви было получено в 1833 году, главный строитель Димитър Доюв. В строительстве участвовали 350 мастеров — каменщиков, строителей и резчиков, а также добровольцев из деревни. Церковь была закончена в 1835 году и является псевдо-базиликой.
Восемь крупных икон иконостаса работа выдающегося представителя Банской школы искусств Димитъра Молерова (художник) сделаны в 1839—1841 году.

## Галерея

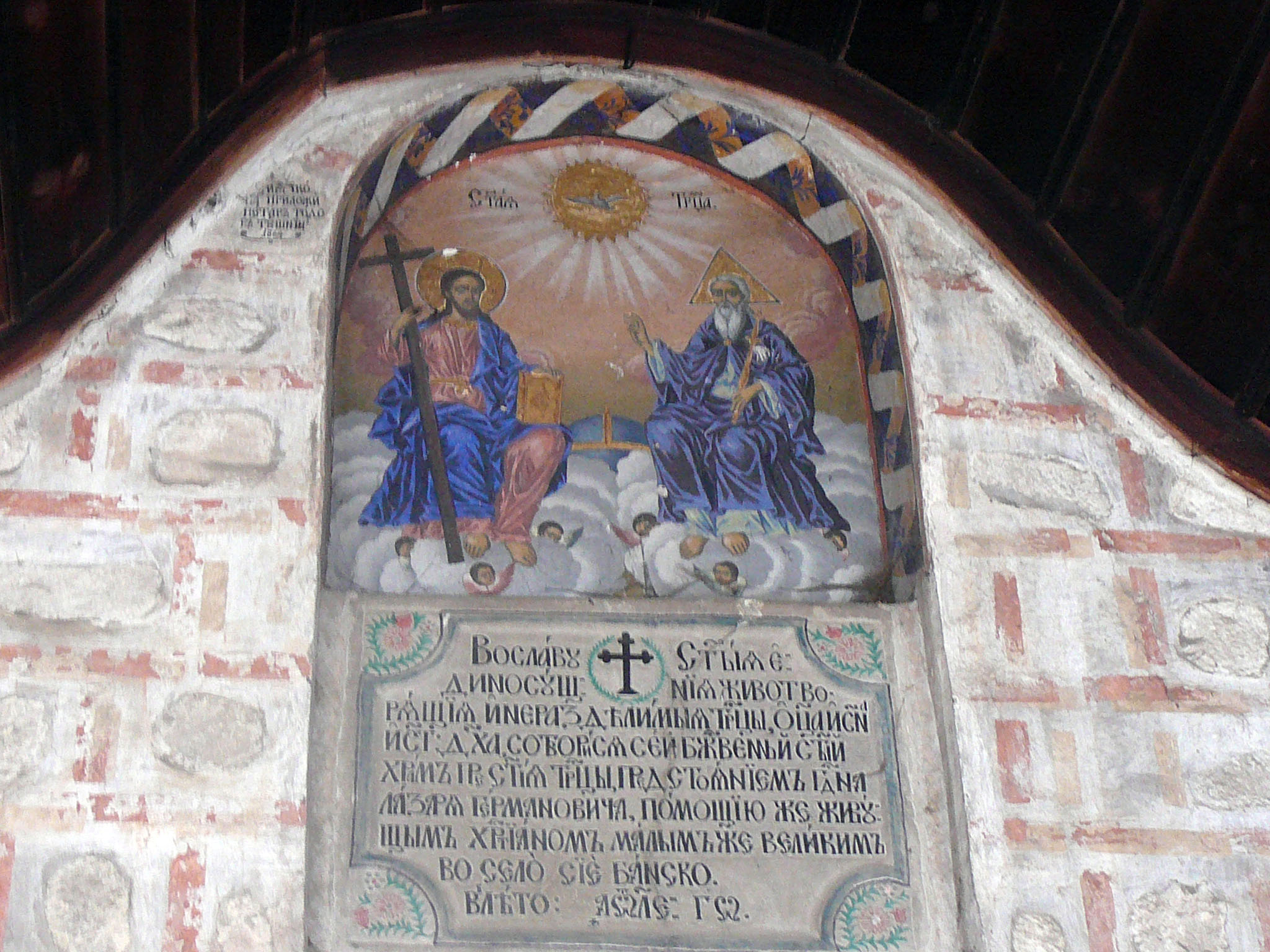
Фреска над входом
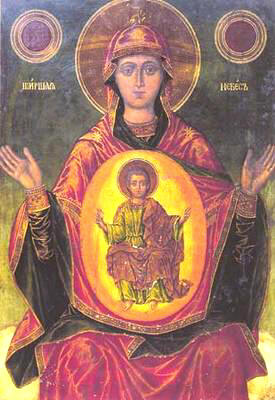
Пресвятая Богородица, икона 1860 г.
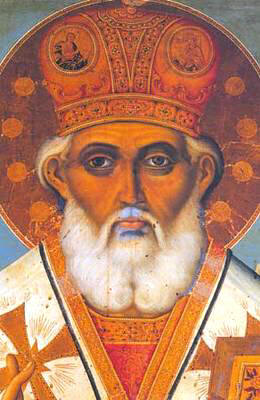
Святитель Николай Чудотворец, икона 1840 г.
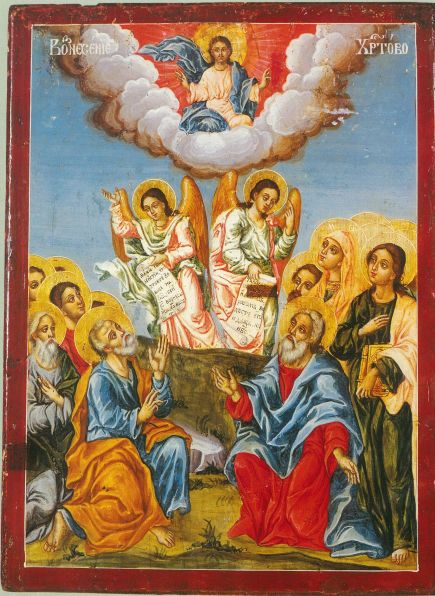
Вознесение Господне, икона начала XIX века

## Колокольня
В 1850 году северной части кладбища была построена большая каменная колокольня с часами. Колокольня идеально сочетается с архитектурой церкви и играет важную роль в формировании силуэта города.